# Kingswood (Stroud)
Kingswood é uma paróquia e aldeia de Stroud, no condado de Gloucestershire, na Inglaterra. De acordo com o Censo de 2011, tinha 1395 habitantes. Tem uma área de 9,56 km².